# 2019 en Iran
Cet article présente les faits marquants de l'année 2019 en Iran.

## Évènements
- 14 janvier : L'accident aérien du Boeing 707 de la Saha Airlines fait 14 morts.
- 13 février : un attentat contre les gardiens de la Révolution dans le Sistan-et-Baloutchistan fait au moins 27 morts[1].
- 13 juin : un incident dans le golfe d'Oman a lieu près du détroit d'Ormuz, qui déclenche une nouvelle crise diplomatique et militaire avec les États-Unis.
- 8 juillet : un tremblement de terre fait au moins un mort et 45 blessés dans la province du Khouzistan[2].